# كوفيسترو
كوفيسترو (بالألمانية: Covestro) هي شركة ألمانية متخصصة في صناعة المواد الخام من اللدائن، مثل بولي يوريثان وبولي كربونات. يقع مقر الشركة في مدينة ليفركوزن، ويبلغ عدد موظفيها أكثر من 17500 موظف.
تأسست الشركة في سنة 2015 نتيجة الانبثاق عن شركة باير، ودخلت مباشرة في بورصة فرانكفورت.